# Bashair Obaid al-Manwari
Bashair Obaid al-Manwari (arabisch بشاير عبيد المنوري, DMG Bašāyir ʿUbaid al-Manwarī; * 13. März 1997) ist eine katarische Leichtathletin, die sich auf den Sprint spezialisiert hat und auch im Weitsprung an den Start geht.

## Sportliche Laufbahn
Erste Erfahrungen bei internationalen Meisterschaften sammelte Bashair Obaid al-Manwari im Jahr 2014, als sie bei den Asienspielen in Incheon mit 4,34 m den elften Platz im Weitsprung belegte. 2016 startete sie im 60-Meter-Lauf bei den Hallenasienmeisterschaften in Doha und schied dort mit 8,11 s in der ersten Runde aus. 2019 wurde sie bei den Asienmeisterschaften ebendort mit einer Weite von 4,06 m Elfte im Weitsprung und 2021 schied sie bei den Arabischen Meisterschaften in Radès mit 13,36 s im Vorlauf über 100 m aus. Dank einer Wildcard nahm sie anschließend im 100-Meter-Lauf an den Olympischen Sommerspielen in Tokio teil und schied dort mit neuer Bestleistung von 13,12 s in der Vorausscheidung aus.

## Persönliche Bestleistungen
- 100 Meter: 13,12 s (+0,3 m/s), 30. Juli 2021 in Tokio
  - 60 Meter (Halle): 8,11 s, 19. Februar 2016 in Doha (katarischer Rekord)
- Weitsprung: 4,72 m, 4. April 2014 in Doha